# داريو باربوسا
داريو باربوسا (بالبرتغالية: Dario Barbosa‏) هو لاعب رماية برازيلي، ولد في 21 يوليو 1882 في بورتو أليغري في البرازيل، وتوفي بنفس المكان في 25 سبتمبر 1965.

## وصلات خارجية
- داريو باربوسا على موقع أوليمبيديا (الإنجليزية)
- داريو باربوسا على موقع اللجنة الأولمبية البرازيلية (البرتغالية)